# Romario Barthéléry
Romario Barthéléry (24 giugno 1994) è un calciatore francese di origini martinicane, difensore del Golden Lion e della Nazionale martinicana.

## Caratteristiche tecniche
È un terzino destro.

## Carriera

### Nazionale
Ha esordito con la Nazionale martinicana il 25 marzo 2018 disputando l'amichevole pareggiata 0-0 contro Trinidad e Tobago.
È stato convocato per disputare la CONCACAF Gold Cup 2019.

## Statistiche

### Cronologia presenze e reti in nazionale
| Cronologia completa delle presenze e delle reti in nazionale ― Martinica | Cronologia completa delle presenze e delle reti in nazionale ― Martinica | Cronologia completa delle presenze e delle reti in nazionale ― Martinica | Cronologia completa delle presenze e delle reti in nazionale ― Martinica | Cronologia completa delle presenze e delle reti in nazionale ― Martinica | Cronologia completa delle presenze e delle reti in nazionale ― Martinica | Cronologia completa delle presenze e delle reti in nazionale ― Martinica | Cronologia completa delle presenze e delle reti in nazionale ― Martinica |
| Data                                                                     | Città                                                                    | In casa                                                                  | Risultato                                                                | Ospiti                                                                   | Competizione                                                             | Reti                                                                     | Note                                                                     |
| ------------------------------------------------------------------------ | ------------------------------------------------------------------------ | ------------------------------------------------------------------------ | ------------------------------------------------------------------------ | ------------------------------------------------------------------------ | ------------------------------------------------------------------------ | ------------------------------------------------------------------------ | ------------------------------------------------------------------------ |
| 26-3-2018                                                                | Fort-de-France                                                           | Martinica                                                                | 0 – 0                                                                    | Trinidad e Tobago                                                        | Amichevole                                                               | -                                                                        | 88’                                                                      |
| 6-6-2018                                                                 | Fort-de-France                                                           | Martinica                                                                | 3 – 0                                                                    | Guyana francese                                                          | Amichevole                                                               | -                                                                        |                                                                          |
| 20-6-2019                                                                | Commerce City                                                            | Cuba                                                                     | 0 – 3                                                                    | Martinica                                                                | Gold Cup 2019 - 1º turno                                                 | -                                                                        | 76’                                                                      |
| 24-6-2019                                                                | Charlotte                                                                | Martinica                                                                | 2 – 3                                                                    | Messico                                                                  | Gold Cup 2019 - 1º turno                                                 | -                                                                        |                                                                          |
| 7-9-2019                                                                 | Fort-de-France                                                           | Martinica                                                                | 1 – 1                                                                    | Trinidad e Tobago                                                        | CONCACAF Nations League 2019-2020 - 1º turno                             | -                                                                        |                                                                          |
| 10-9-2019                                                                | Port of Spain                                                            | Trinidad e Tobago                                                        | 2 – 2                                                                    | Martinica                                                                | CONCACAF Nations League 2019-2020 - 1º turno                             | -                                                                        | 24’                                                                      |
| 15-10-2019                                                               | San Pedro Sula                                                           | Honduras                                                                 | 1 – 0                                                                    | Martinica                                                                | CONCACAF Nations League 2019-2020 - 1º turno                             | -                                                                        | 70’                                                                      |
| 24-6-2021                                                                | Fort-de-France                                                           | Martinica                                                                | 1 – 2                                                                    | Guadalupa                                                                | Amichevole                                                               | -                                                                        | 82’                                                                      |
| 12-7-2021                                                                | Kansas City                                                              | Canada                                                                   | 4 – 1                                                                    | Martinica                                                                | Gold Cup 2021 - 1º turno                                                 | -                                                                        | 45’                                                                      |
| 23-2-2022                                                                | Fort-de-France                                                           | Martinica                                                                | 3 – 1                                                                    | Barbados                                                                 | Amichevole                                                               | -                                                                        |                                                                          |
| 26-3-2022                                                                | Fleury-Mérogis                                                           | Guadalupa                                                                | 3 – 4                                                                    | Martinica                                                                | Amichevole                                                               | -                                                                        | 56’                                                                      |
| 26-3-2023                                                                | Fort-de-France                                                           | Martinica                                                                | 1 – 2                                                                    | Costa Rica                                                               | CONCACAF Nations League 2022-2023 - 1º Turno}                            | -                                                                        | 45’ 64’ 73’                                                              |
| Totale                                                                   |                                                                          | Presenze                                                                 | 12                                                                       |                                                                          | Reti                                                                     | 0                                                                        |                                                                          |